# Rosenthaler Platz
Der Rosenthaler Platz in Berlin-Mitte ist ein belebter Verkehrsplatz und ein Zentrum des Tourismus und der Kreativwirtschaft der nördlichen Berliner Innenstadt. Mittig auf dem Platz stand 1737 bis 1868 das Rosenthaler Tor der Berliner Akzisemauer, von dort führte ein Weg nach Norden zum damaligen Dorf Rosenthal.

## Lage
Der Rosenthaler Platz liegt etwa 700 Meter nördlich des Hackeschen Markts in einem gründerzeitlichen Wohn- und Geschäftsviertel (Ortsteil Berlin-Mitte im Bezirk Mitte). Der Platz hat die Form eines unregelmäßigen Achtecks, in ihn münden fünf Straßen: Im Süden die Rosenthaler Straße, im Westen und Osten die Torstraße sowie im Norden die Brunnenstraße und der Weinbergsweg. Wenige Meter nördlich liegt der Volkspark am Weinbergsweg.
Der Platz befindet sich an der nördlichen Grenze des historischen Stadtteils Spandauer Vorstadt. Ab 1737 verlief dort die Berliner Akzisemauer. Nördlich des Rosenthaler Tors entstand ab 1755 die Rosenthaler Vorstadt, beginnend mit der Handwerkerkolonie Neu-Voigtland.
Geologisch liegt der Rosenthaler Platz gut einen Kilometer nördlich und sechs Meter oberhalb des Niveaus der Spree im Talsand des Berliner Urstromtals. Unmittelbar angrenzend erhebt sich ein Ausläufer des Barnim, dessen Geschiebemergel in nordöstlicher Richtung zum Veteranenberg um mehr als 15 Höhenmeter ansteigt.

## Verkehr

### Straßenverkehr

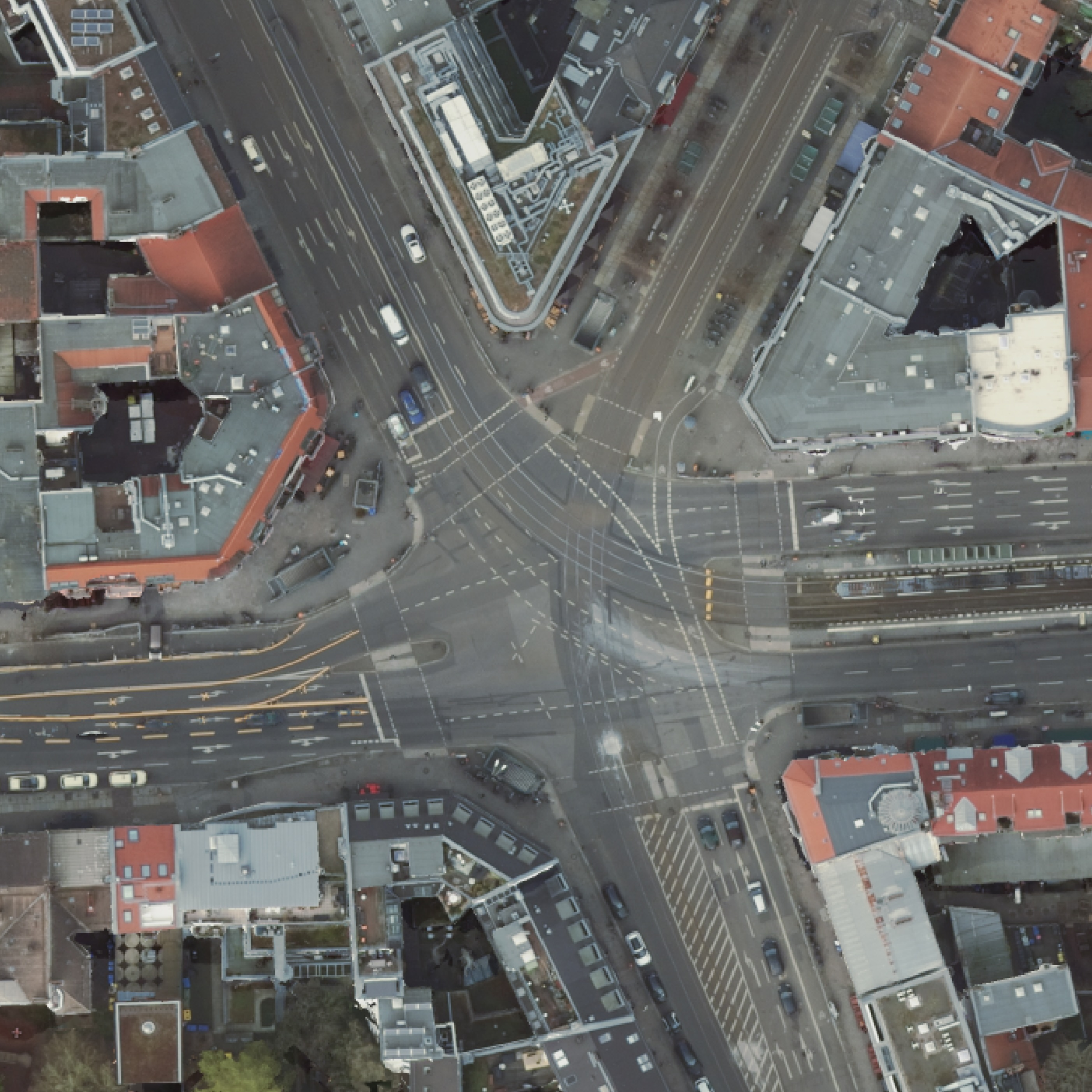
Luftbild, Mai 2024

Seit dem Mittelalter führte ein Weg nach Rosenthal vom ehemaligen Spandauer Tor entlang der heutigen Rosenthaler und Brunnenstraße zum etwa sieben Kilometer nördlich gelegenen, erstmals 1356 erwähnten Dorf Rosenthal. Nach 1705 entstanden entlang einer neuen Circumvallation der Spandauer Vorstadt zunächst Communicationen (heutige Torstraße) und etwa zur Mitte des 18. Jahrhunderts der heutige Weinbergsweg als Zufahrt zum Blumenthal’schen Weinberg.
Ab 1868 wurde das Straßenland ausgeweitet und die Torstraße in ihrer heutigen Größe angelegt. Von etwa 1930 bis April 1968 war der Rosenthaler Platz für Kraftfahrzeuge ein Kreisverkehr. Seit April 1968 ist die Einmündung des Weinbergswegs für Kraftverkehr gesperrt. 2024 gehörten die Brunnen- und Torstraße als Hauptverkehrsstraßen der Stufe II zum Übergeordneten Straßennetz von Berlin, etwa vier Fünftel der Platzfläche waren für Kraftfahrzeuge freigegeben.

### Ab 1873: Straßenbahn
Vom Rosenthaler Tor nach Gesundbrunnen fuhr eine der ersten Berliner Straßenbahnen, es war die erste Linie der Großen Berliner Pferde-Eisenbahn, die ihren fahrplanmäßigen Betrieb auf der Brunnenstraße am 8. Juli 1873 aufnahm. Im selben Jahr wurden in der heutigen Torstraße Schienen für eine Ringbahnstrecke verlegt, die ab 1874 in Betrieb ging, eine weitere Linie folgte 1895 auf dem Weinbergsweg. Bis 1902 hatte die Haltestelle den Namen Platz am Rosenthaler Thor.
Seit 2004 quert den Rosenthaler Platz die Metrolinie M1 mit Verbindung zur Friedrichstraße und nach Rosenthal, seit 2015 gibt es mit der kreuzenden Linie M8 eine direkte Verbindung zum Berliner Hauptbahnhof.

### Ab 1930: U-Bahnhof Rosenthaler Platz

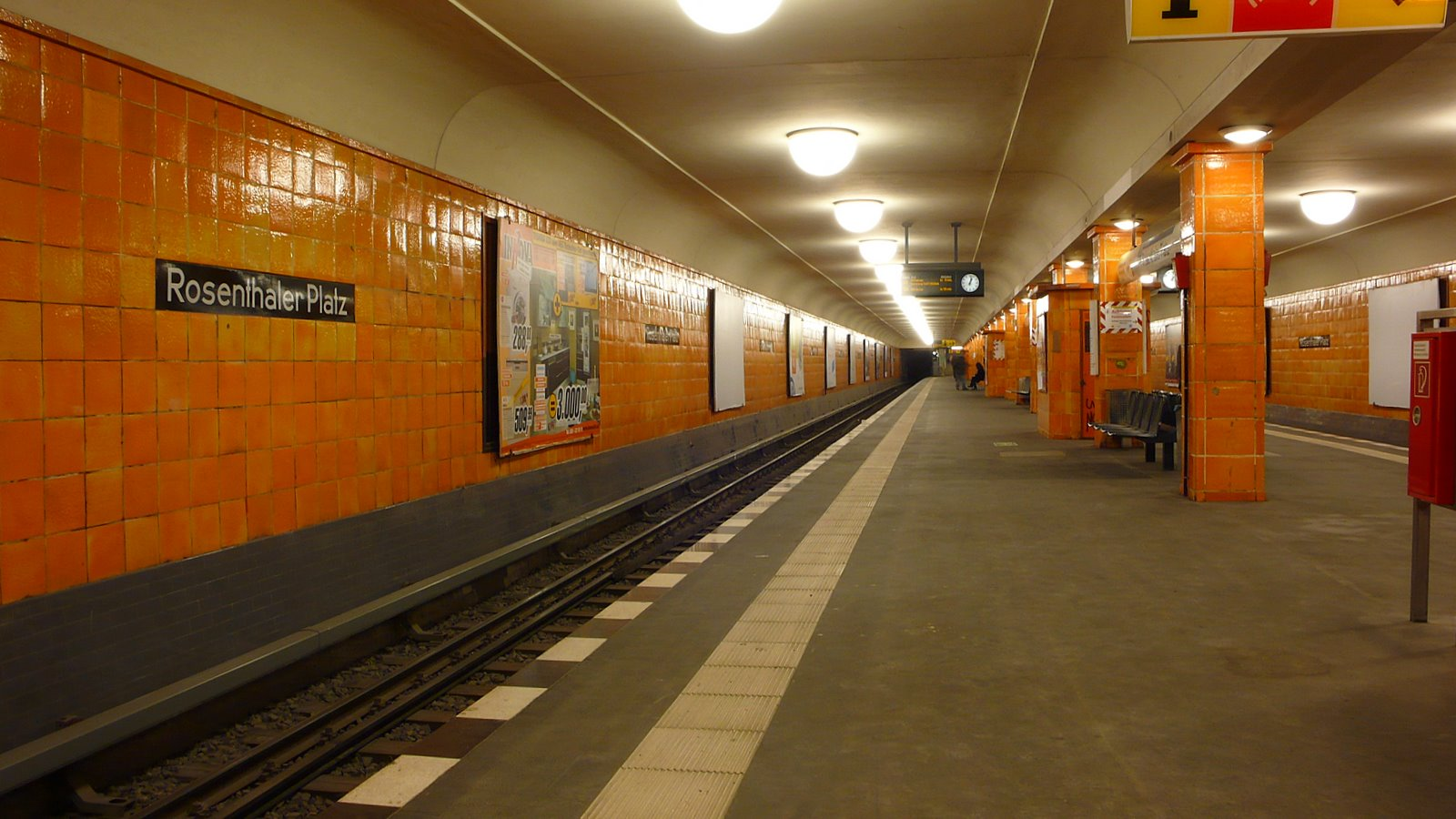
Bahnsteig, 2011

Der seit dem Ersten Weltkrieg unterbrochene Tunnelbau der GN-Bahn (heute: U-Bahn-Linie 8) wurde 1926 wieder aufgenommen. Acht Meter unterhalb des Rosenthaler Platzes wurden Schienen verlegt und 1930 der U-Bahnhof Rosenthaler Platz im Stil der Neuen Sachlichkeit und mit orangefarbenen Wandfliesen fertiggestellt. Als Eingänge entstanden an den Straßenecken rings um den Platz fünf Treppenabgänge sowie eine größere unterirdische Bedürfnisanstalt an der Einmündung der Lothringer Straße (heute östliche Torstraße). Der U-Bahnhof – ein Typenentwurf des Architekten Alfred Grenander – stand 2024 unter Denkmalschutz.
Mit dem Bau der Berliner Mauer 1961 wurden die Zugänge versperrt und der U-Bahnhof zu einem sogenannten Geisterbahnhof, einem reinen Durchfahrtsbahnhof der West-Berliner U-Bahn-Linie D. Bei der Öffnung des Bahnhofs kurz nach der politischen Wende richtete die DDR von Dezember 1989 bis Juli 1990 im Zugangstunnel einen provisorischen deutsch-deutschen Grenzübergang ein.

## Geschichte

### Rosenthaler Thor(ca. 1705–1868)
Zur nördlichen Begrenzung der Spandauer Vorstadt ließ König Friedrich I. 1705 eine Circumvallation aus Palisaden errichten, damals auch Landwehr genannt. Sie verlief nördlich der heutigen Linienstraße. Die Kreuzung dieser Stadtbefestigung mit dem alten Weg nach Rosenthal war ab dem frühen 18. Jahrhundert als Rosenthaler Thor kartiert, auch der Name Rosenthaler Landwehr war verbreitet.
1737 wurde unter Friedrich Wilhelm I. rund um Berlin eine neue Akzisemauer errichtet und das Rosenthaler Tor wurde zu einem der damals 14 Stadttore. Diese waren zunächst „bloße Öffnungen der Mauer“, „schlichte, kaum verzierte Durchgänge oder Durchfahrten.“ Nördlich des Tores ließ Friedrich II. 1752 zugleich mit der Handwerkerkolonie Neu-Voigtland die heutige Brunnenstraße anlegen. Sie führte zum späteren Friedrichs-Gesundbrunnen und verlief wenige Meter südwestlich versetzt entlang des alten Weges nach Rosenthal.
Eine Dienstanweisung von 1767 beschrieb den Weg der Nachtwächter durch die heutige Rosenthaler-, Brunnen- und westliche Torstraße wie folgt:

„Rosenthaler Thor. Patroullirt die ganze Rosenthaler-Strasse bis zu Ende, rechts und links alle Queer-Gassen, voraus wo die liederlichen Häuser sennd: wie denn auch fleißig an die Palisaden nach Hamburg die Patroullen geschickt werden müssen.“

#### Im 18. Jahrhundert: Stadttor für Juden

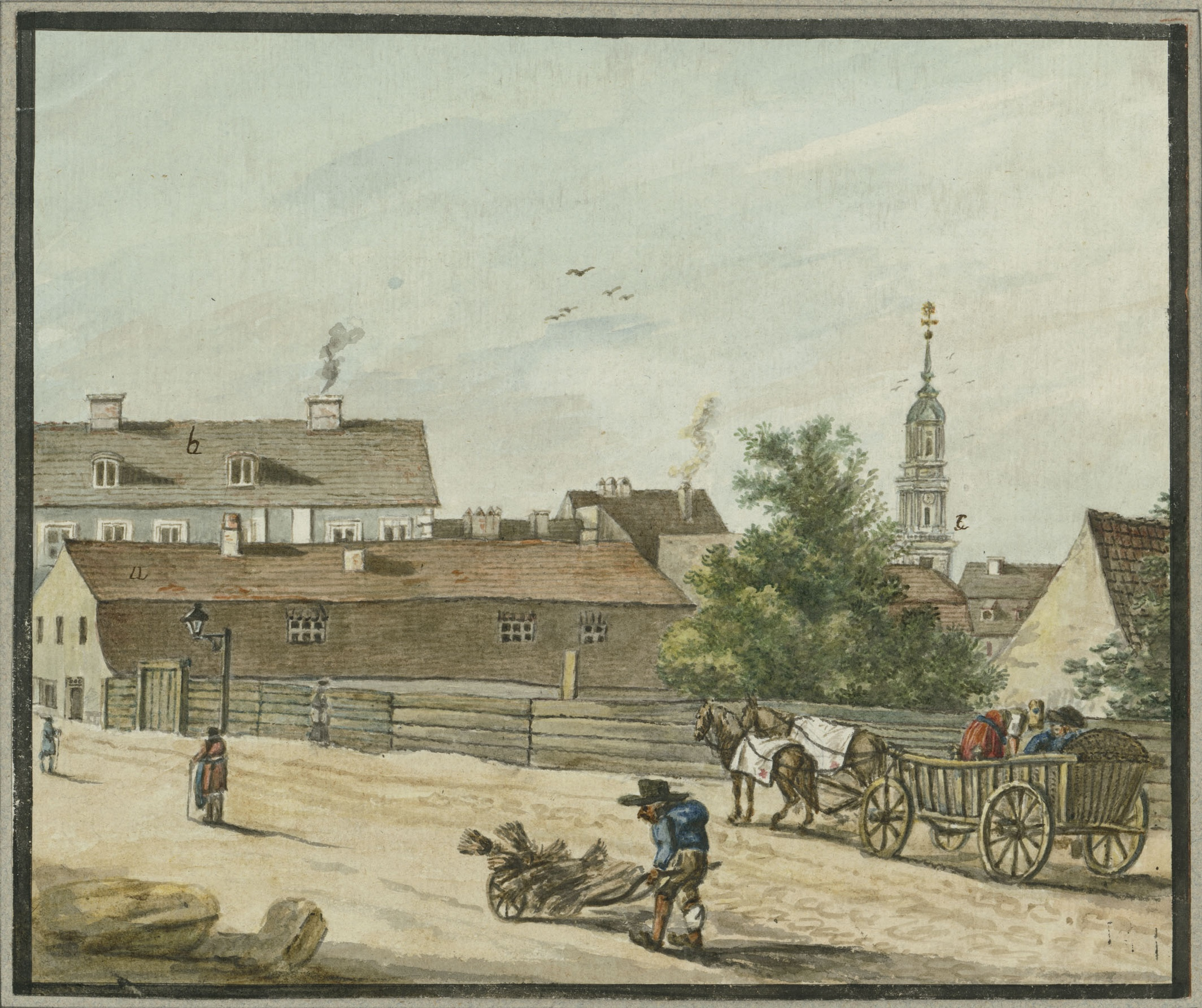
Jüdische Herberge am Tor, 1807

Das Rosenthaler Tor war von etwa 1730 bis 1812 zeitweilig das einzige Tor, durch das Menschen jüdischer Zugehörigkeit die Stadt betreten konnten. Aufgrund der preußischen Judenordnung war die Berliner Jüdische Gemeinde zur Solidarhaftung gezwungen und führte relativ strikte Kontrollen ein: Sie verweigerte mittellosen Juden die Einreise und richtete für sie südlich des Tores, an der heutigen Rosenthaler Straße 2, eine Herberge ein, in einem langgezogenen zweigeschossigen Gebäude mit Mansarddach. 1743 soll der 13-jährige Moses Mendelssohn durch das Rosenthaler Tor nach Berlin eingereist sein, der junge Salomon Maimon dagegen wurde 1776 abgewiesen.

#### 1789: Baus des spätbarocken Stadttors
Zum Ende seiner Amtszeit gab Friedrich II. den Auftrag, die von seinem Vater errichtete Stadtmauer mit architektonisch geschmückten Anlagen zu versehen. 1786 entwarf Oberhofbaurat Georg Christian Unger, ein Schüler Carl von Gontards, ein repräsentatives, rund 20 Meter breites und 12 Meter hohes Stadttor. Unter der Bauleitung von Johann Georg Moser wurde es 1788–89 mittig auf dem heutigen Rosenthaler Platz errichtet. Die Grenze der Stadt wurde dabei „etwas weiter hinaus gerückt und statt der Palisaden eine Mauer von Backsteinen“ erbaut. Gut vier Meter hoch, stand die Mauer zu beiden Seiten des neuen Rosenthaler Thores:

„Bei der dreiteiligen Anlage ist die Mitte am stärksten betont, indem die von Säulen eingefaßte Durchfahrt einen von einer Trophäe bekrönten Aufsatz trägt und von zwei vorspringenden, von Säulen getragenen Giebelvorbauten begrenzt wird. Harmonisch schließen sich daran schön geschwungene Seitenflügel, in denen die Räume für den Wach- und Akzisedienst untergebracht waren. In dieser seiner Gestaltung zeigt das Bauwerk […] eine Verbindung des malerisch-plastischen Barocks mit der strengeren klassischen Richtung.“

Hinter den zur Stadtseite geöffneten Arkaden waren um 1800 im westlichen Seitenflügel die Einnehmer und Controlleur-Wohnung (Steuerhaus), im östlichen die Rosenthaler Thorwacht untergebracht. Die Durchfahrt war anfangs nur durch den zentralen und relativ engen, gut drei Meter breiten Bogen des Mittelbaus möglich. Vermutlich zur Vergrößerung des Straßenlandes wurde der östliche Seitenflügel um 1864 abgetragen.

#### 1865–1868: Abriss des Rosenthaler Thores

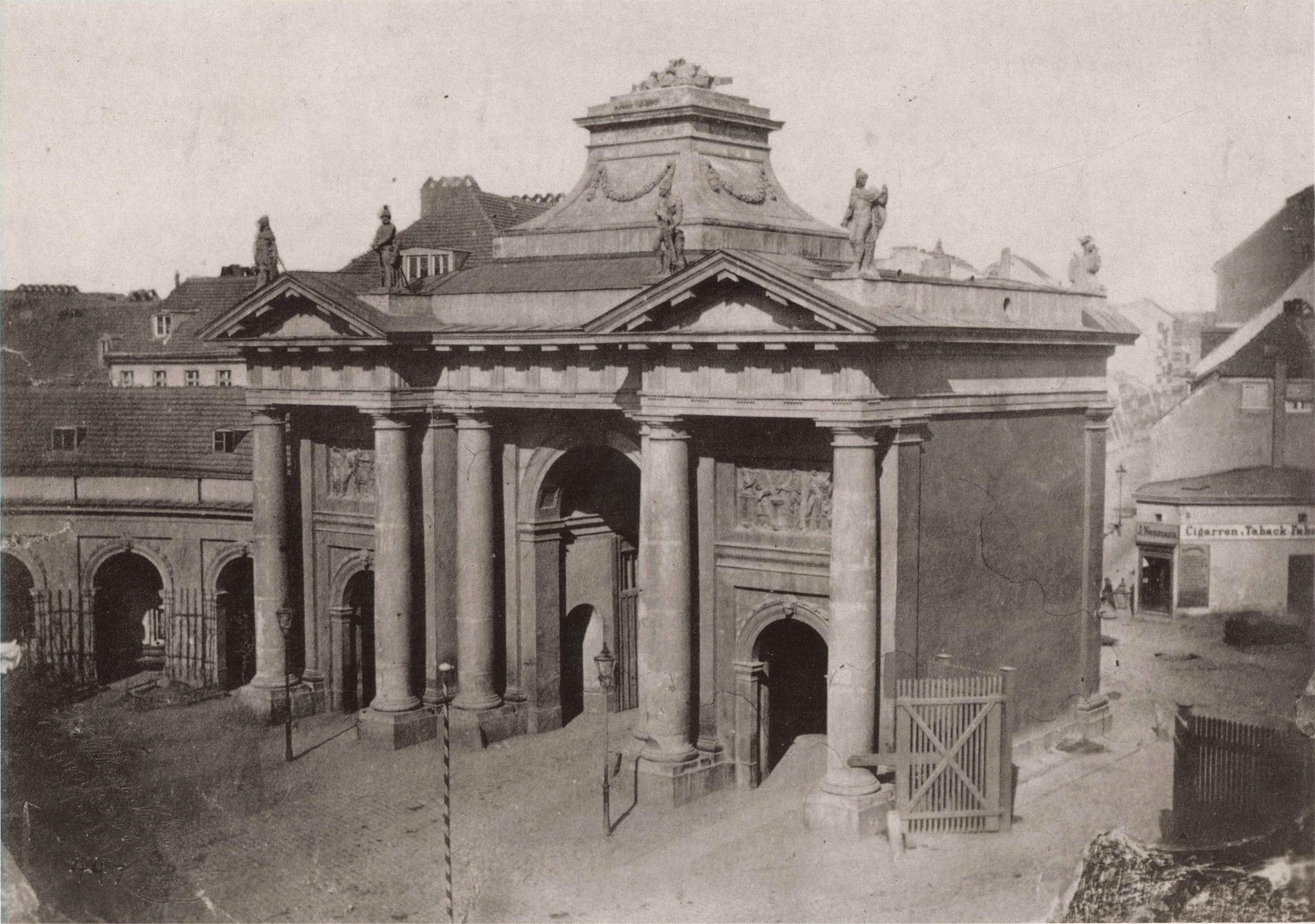
Südansicht, 1865

Mit der Verlegung der Steuerlinie an das äußere Weichbild Berlins verloren das Rosenthaler Tor und die Akzisemauer 1865 ihre Funktion als fiskalische Grenze. Am 20. Juni 1865 erließ König Wilhelm I. eine Kabinettsordre, die den Abriss der Mauer und der Stadttore anordnete sowie zugleich die bis heute gültigen Baufluchtlinien der Torstraße festlegte. Diese bekam westlich des Platzes eine Breite von acht Ruthen (gut 30 Meter), östlich des Platzes wurde auf 10½ Ruthen Breite (knapp 40 Meter) eine begrünte Mittelpromenade angelegt. Zusätzlich zum Torbau waren acht weitere, nördlich am Platz gelegene Häuser für den Abriss vorgesehen.
Der Mittelbau wurde im Mai/Juni 1868 abgetragen, noch im November ragte der geschwungene westliche Flügel des alten Steuerhauses auf die Platzfläche. Den Verlust des Rosenthaler Tores beklagte der Berliner Arzt und Heimatforscher Julius Beer 1868 in einem Gedicht.

### 19. Jahrhundert: Platz am Arbeiter- und Vergnügungsviertel
Bereits ab den 1760er Jahren lag wenige Schritte nordöstlich vor dem Tor ein Ausflugslokal auf einem ehemaligen Weinberg, später bekannt als Wollanks Weinberg. Ab den 1840er Jahren bis zum Zweiten Weltkrieg war der Weinbergsweg stadtbekannt für seine Theaterhäuser, der dortige Circus am Rosenthaler Thor war 1853–1854 Standort des Circus Renz. 1912 befand sich am Weinbergsweg der größte Kinosaal Berlins.
Nordwestlich des Platzes gelegen, entwickelte sich die ehemalige Handwerkerkolonie Neu-Voigtland um 1800 zu einem sozialen Brennpunkt. Die dort ab 1820 errichteten von Wülcknitzschen Familienhäuser in der heutigen Gartenstraße galten als Ort des Elends und als ein Vorläufer der Berliner Mietskasernen der Gründerzeit.
Mitte des 19. Jahrhunderts gab es unter der Woche zwei Markttage am Rosenthaler Thor sowie sonntags früh einen großen Wochenmarkt mit bis zu 1500 Verkaufsständen. Wegen Platzproblemen wurde der Markt 1865 auf den nahen Pappelplatz verlegt.
Wenige Jahre nach dem Abriss des Rosenthaler Tores wurde per Kabinsttsordre vom 13. November 1872 die Platzfläche vergrößert und eine neue Baufluchtlinie mit abgeschrägter Ecke an der Brunnen- zur Thorstraße festgesetzt. 1895 wurde dort ein neues, großes Eckhaus errichtet, etwa zeitgleich mit anderen großen Neubauten am Platz.

### Geschäftiger Platz im frühen 20. Jahrhundert
Am 20. Mai 1900 war der Platz Zentrum eines „Quartierskrawalls“, Anlass war ein Streik der Angestellten der Großen Berliner Straßenbahn. Ein Mob aus hunderten Randalierern und Anwohnern lieferte sich Straßenschlachten mit der Polizei, die mehrere Anläufe brauchte, den Platz zu räumen. Zahlreiche Menschen wurden schwer verletzt, es soll mehrere Tote gegeben haben.
Der Magistrat von Berlin gab am 12. Mai 1910 bekannt, dass der Platz am Rosenthaler Tor mit höchster Genehmigung den Namen  Rosenthaler Platz erhalten habe.
Der amtliche Name wurde bereits am 7. Januar 1930 in Rosentaler Platz (ohne ‚h‘) geändert. Diese vorübergehende Schreibweise blieb bis in die 1950er Jahre verbreitet.
Rund um den Platz befanden sich im frühen 20. Jahrhundert zahlreiche große und kleine Geschäfte, Banken, Cafés und Restaurants. Als Verkehrsknoten mit großem „Gewimmel, welch Gewimmel“ war er einer der belebtesten Orte der nördlichen Berliner Innenstadt. Im August 1931, wenige Tage nach den politischen Morden auf dem Bülowplatz (heute: Rosa-Luxemburg-Platz), führte der große Trauerzug für die erschossenen Polizisten über den Rosenthaler Platz.

### Zweiter Weltkrieg
Unter den Nationalsozialisten mussten im Haus Rosenthaler Straße 72a im Restaurant Aschinger 36 Personen Zwangsarbeit leisten, weitere 48 Männer waren im Lager 33 von Siemens & Halske im Haus Brunnenstraße 196 untergebracht.

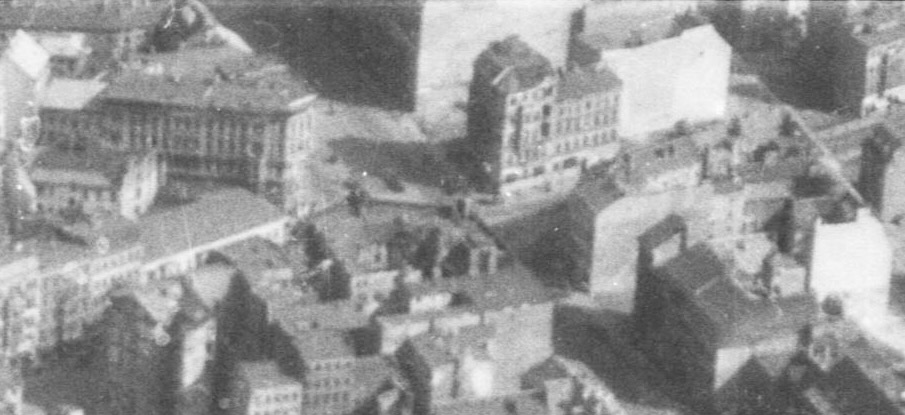
Häuserlücken, Juni 1954

Im Verlauf des Krieges entstanden die größten Schäden nördlich am Platz bei einem Brand im Eckhaus Brunnenstraße/Weinbergsweg. Während der alliierten Luftangriffe soll 1944 ein deutsches Jagdflugzeug der Focke-Wulf am Rosenthaler Platz abgestürzt sein. Zerbombt wurden mehrere direkte Nachbargebäude der Eckhäuser, so an der heutigen Torstraße 118 und 124, das Haus an der heutigen Nummer 117 brannte ab.
Nach Kriegsende waren die Tunnel der U-Bahn teilweise überflutet. Um ein Ausbreiten des Wassers zu verhindern, wurde im Mai 1945 am U-Bahnhof Rosenthaler Platz ein Staudamm gebaut. Nach der Enttrümmerung der Umgebung war das Straßenbild um den Platz viele Jahre geprägt von großen Häuserlücken.

### Nach 1990

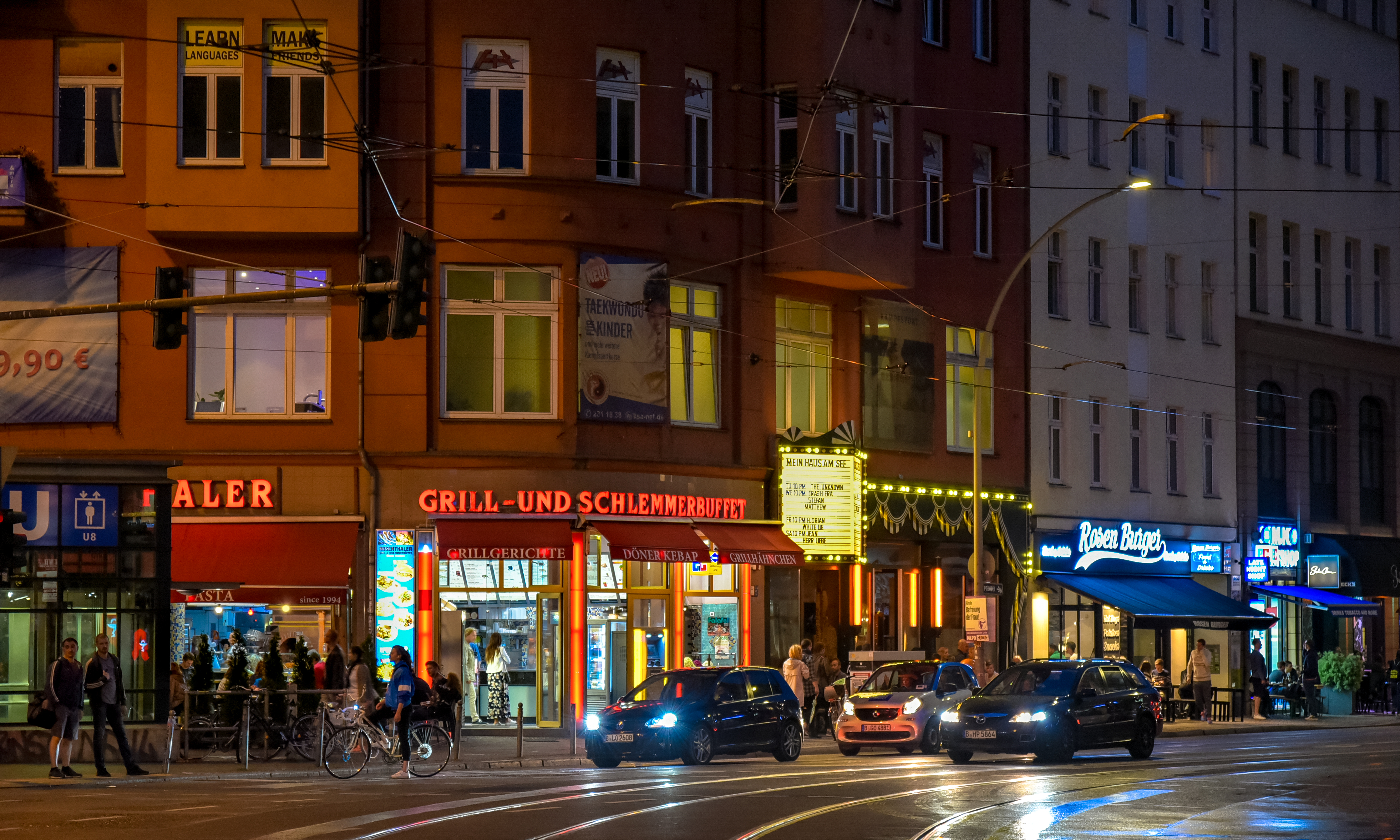
Ecke Brunnenstraße, 2017

In der Nachwendezeit siedelten sich rund um den Platz zahlreiche Imbisse, Bars und Clubs, später auch Restaurants, Modegeschäfte und Kunstgalerien an. In den frühen 2000er Jahren war er ein Schwerpunkt des Drogenhandels in Berlin-Mitte. Zugleich wurde der Platz von zunehmend jungem Publikum und Touristen geprägt, in den 2010er Jahren waren in drei der fünf Eckhäuser größere Hotels untergebracht. Mit der Gründung zahlreicher Internet-Startups hatte die Umgebung einen Ruf als „digitales Epizentrum“ von Berlin.

„Am Rosenthaler Platz tobt das wahre Leben, weil er ein Knotenpunkt ist. Er ist ein wirklich urbaner Ort, weder chic noch heimelig, weder besonders herausragend noch besonders langweilig. […] Mitte-Boys, Twentysomethings, prekäre Kreative […] treffen auf Studenten, Eigentumswohnungsbesitzer, Yuppies […] und Hipster-Touristen.“

## Häuser am Platz

### Eckhaus Torstraße / Brunnenstraße

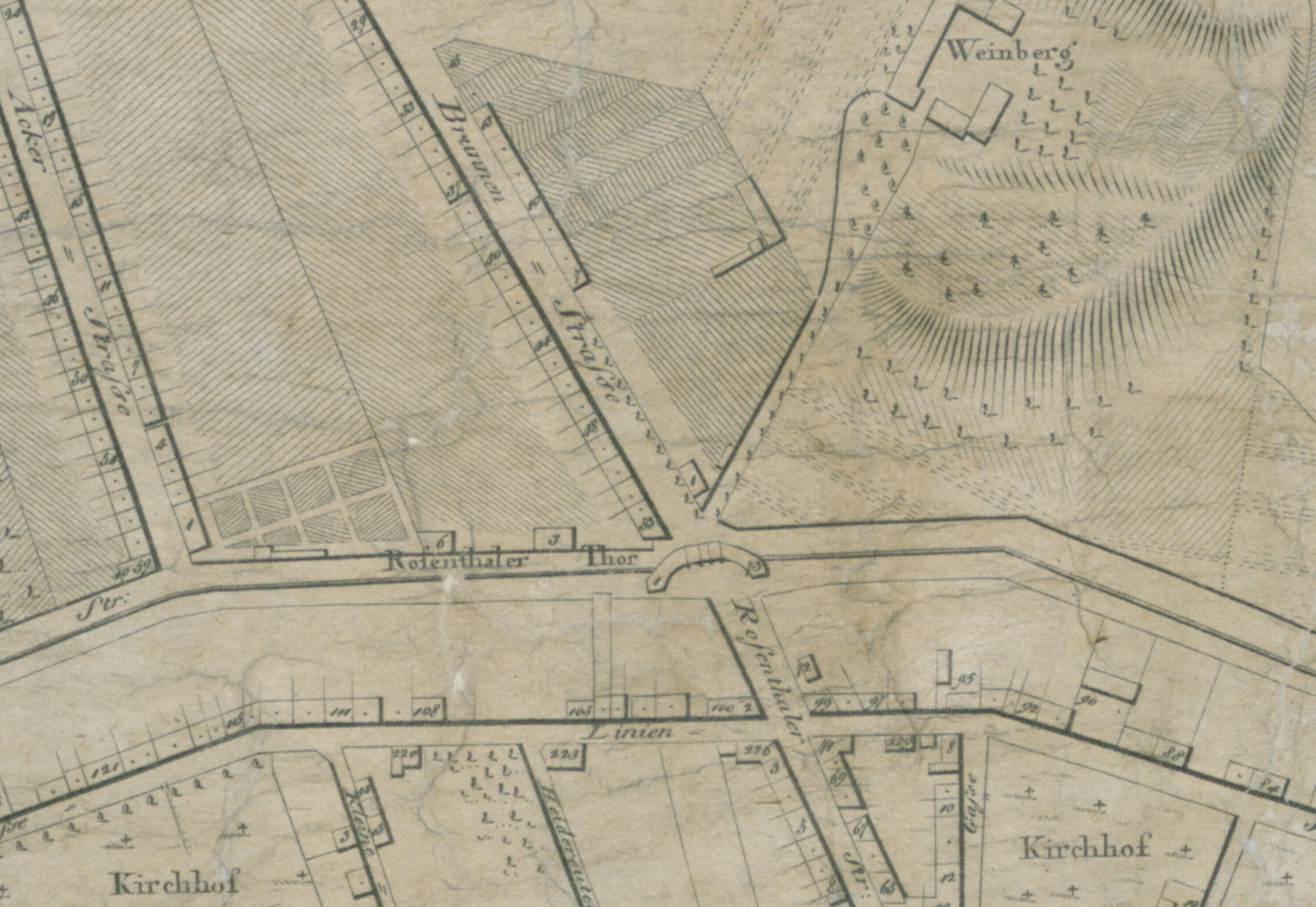
Bebauung um 1804

Das erste Haus vor der Rosenthaler Landwehr wurde 1755 als Teil der Handwerkerkolonie Neu-Voigtland errichtet, es blieb über mehrere Jahrzehnte das einzige Gebäude direkt am Stadttor. Eigentümer der damaligen Ersten Reihe, Nr. 1 (am Ort der heutigen Brunnenstraße 198) war der Maurergeselle Jacob. Er gehörte zu den 60 Kolonisten, die Friedrich II. zwischen heutiger Brunnen- und Gartenstraße ansiedeln ließ. Viele von ihnen stammten aus der Umgebung des sächsischen Vogtlands.
1826 erwarb der Viktualienhändler G. G. Rausch das Nachbarhaus und war ab 1834 Eigentümer eines größeren Eckhauses zur Torstraße mit der damaligen Adresse Brunnenstraße 52/53. Bis 1861 war die Familie Rausch hier ansässig.
1895 errichteten die Bauunternehmer Vogt & Uerpmann das repräsentative, noch heute bestehende große Eckgebäude, die damalige Adresse war Elsasserstraße 1–2. Das Dach zierten anfangs zwei Eckkuppeln über der reich verzierten Fassade. Diese war zum Platz hin abgeschrägt, vor dem Haus entstand eine zusätzliche Platzfläche von 177 m², für die die Stadt Berlin 105.000 Mark (kaufkraftbereintigt in heutiger Währung rund 919.000 Euro) an die Hauseigentümer zahlte. Zu den ersten Mietern gehörte ab 1896 die Mode- und Manufakturwarenhandlung und spätere Kaufhauskette M. Schneider. 1926 richtete die Firma Berthold Feder in dem Gebäude ihr zweites Geschäft direkt am Platz ein, ein Konfektions-Kredithaus. Zu dieser Zeit gab es auch eine Filiale der Commerzbank sowie eine Konditorei von Aschinger im Haus.
Zum Ende des Zweiten Weltkriegs hatte der Rechtsanwalt und Notar Wilhelm Alexander Liebknecht (1877–1972), ein jüngerer Bruder Karl Liebknechts, im Haus seine Kanzlei. Nach dem Krieg zog die Sozialistische Einheitspartei Deutschlands (SED) ein. Der Kreisverband Berlin-Mitte hatte dort sein Parteibüro, in einem Ernst-Thälmann-Saal wurden zahlreiche FDGB- und Parteiveranstaltungen abgehalten.
Ebenfalls ab 1946 bis 1991 befand sich im Erdgeschoss die Lese- und Buchhalle der VEB Volksbuchhandlung „Heinrich Heine“, In der Nachwendezeit bis 2008 folgte die Buchhandlung Starick, Ort zahlreicher Autorenlesungen etwa von Eva Strittmatter, Henning Mankell und Ulrich Plenzdorf.

### Eckhaus Brunnenstraße 1 / Weinbergsweg
Das zweite Haus am Platz wurde 1799 „außerhalb nahe am Rosenthalerthor“ in der späteren Brunnenstraße 1 errichtet und dort das erste Polizeirevier der Rosenthaler Vorstadt untergebracht. Der dortige Commissarius Ebel wurde bekannt als Namensgeber zahlreicher Straßen der Umgebung, darunter der Brunnen-, Acker-, und Gartenstraße.
Noch inmitten von Gartengrundstücken gelegen war das Haus samt Polizeirevier im frühen 19. Jahrhundert Eigentum des Raths-Hofschlossers Jakob Harnecker. In den 1860er Jahren befand sich dort in einem kleinen zweigeschossigen Gebäude ein Zigarrengeschäft, 1874 richtete die Berliner Zigarrenfabrik Loeser & Wolff eine Filiale ein.
In den frühen 1890er Jahren wurde das Gebäude durch ein großes fünfgeschossiges Eckhaus zum Weinbergsweg ersetzt, 1892 zog dort der Betrieb von Berthold Feder ein. Sein Waaren-Credit-Geschäft verkaufte Möbel auf Kredit. Mit wachsendem Erfolg eröffnete er mehrere Berliner Filialen und hatte 1937 rund 270 Mitarbeiter auf insgesamt sechs benachbarten Grundstücken am nördlichen Rosenthaler Platz. 1938 wurden die Feder-Eigentümer im Zuge der Arisierung zum Verkauf gezwungen, in der Reichspogromnacht am 9. und 10. November 1938 zerschlugen Nationalsozialisten sämtliche 18 Schaufenster und plünderten die Auslagen.
Nach dem Zweiten Weltkrieg wurden die durch einen Brand zerstörten oberen Geschosse abgetragen, das Gebäude mit dem Nachbarhaus Brunnenstraße 2 zusammengelegt und im September 1949 auf drei Etagen das HO-Möbelkaufhaus eröffnet. 1998 wurde das Gebäude abgerissen, gut ein Jahrzehnt standen direkt am Platz einige Baracken mit Waren des täglichen Bedarfs, bevor 2010 der französische Konzern Accor ein siebengeschossiges Hotel mit 145 Zimmern errichtete.

### Eckhaus Weinbergsweg 1 / Torstraße
Ein erstes Haus am Weinbergsweg 1 war ab den frühen 1830er Jahren kartiert, ab etwa 1836 war der Eigentümer ein Polier namens Löhser. Hinter dem Haus, gut 100 Meter nordwestlich, befand sich ab 1851 ein großer Zirkusbau, 1853–1854 spielte dort für eine Saison der Circus Renz, 1870 wurde er zum sogenannten „Nationaltheater“ umgebaut. Das etwa 3000 Plätze fassende Haus auf dem heutigen Hof Weinbergsweg 6 wurde 1883 bei einem Großbrand zerstört. Die Umgebung wurde anschließend mit Mietshäusern bebaut.
Eines davon errichtete 1885 der Hofbaurath Klingenberg am Weinbergsweg 1 / Ecke Lothringer Straße 51 (heute: Torstraße). Es war das erste fünfgeschossige Gebäude am Platz, mit reich ornamentierter Fassade, dominiert von einem weit auskragenden Kranzgesims. Zu den ersten Mietern gehörte das Wiener Café Protz an der Lothringer Straße, von 1891 bis 1911 hatte die Zigarren und Tabakhandlung Carl Martienzen eine Filiale an der Ecke.
Im Juli 1887, kurz vor Erlass der Sozialistengesetze, verhaftete die Polizei eine Versammlung sozialdemokratischer Politiker im Haus unter dem Vorwurf der Bildung eines verbotenen, „geheimen sozialdemokratischen Centralcomités“. Sieben Männer wurden zu mehrmonatigen Haftstrafen verurteilt.
Der Laden an der Ecke war über viele Jahrzehnte Sitz der traditionsreichen Germania Apotheke. Um 1874 in der Lothringer Straße 58 gegründet zog sie 1887 in das Nachbarhaus Nr. 50 (heutige Torstraße 117). Ihr langjähriger Eigentümer Ignatz Hadra wurde 1939 von den Nationalsozialisten vertrieben und 1943 im Vernichtungslager Sobibor ermordet. Sein Nachfolger zog 1946 in die benachbarten Räume im Eckhaus, seitdem befand sich dort durchgängig eine Apotheke am Rosenthaler Platz.
Ab 1925 gab es im Haus eine Filiale der Darmstädter und Nationalbank und als Nachfolger von 1932 bis zum Zweiten Weltkrieg das Depot 28 der Dresdner Bank. Ab 2001 wurde ein Großteil des Gebäudes von einem Hostel genutzt.

### Eckhaus Torstraße / Rosenthaler Straße 72a
1822 noch ein Gartengrundstück, war seit den 1840er Jahren die Familie Angerstein Eigentümerin eines Hauses in der Rosenthaler Straße 72a, bis 1863 wohnte dort der Arzt und Turnreformer Eduard Ferdinand Angerstein, später sein Bruder, der Schriftsteller Wilhelm Angerstein.

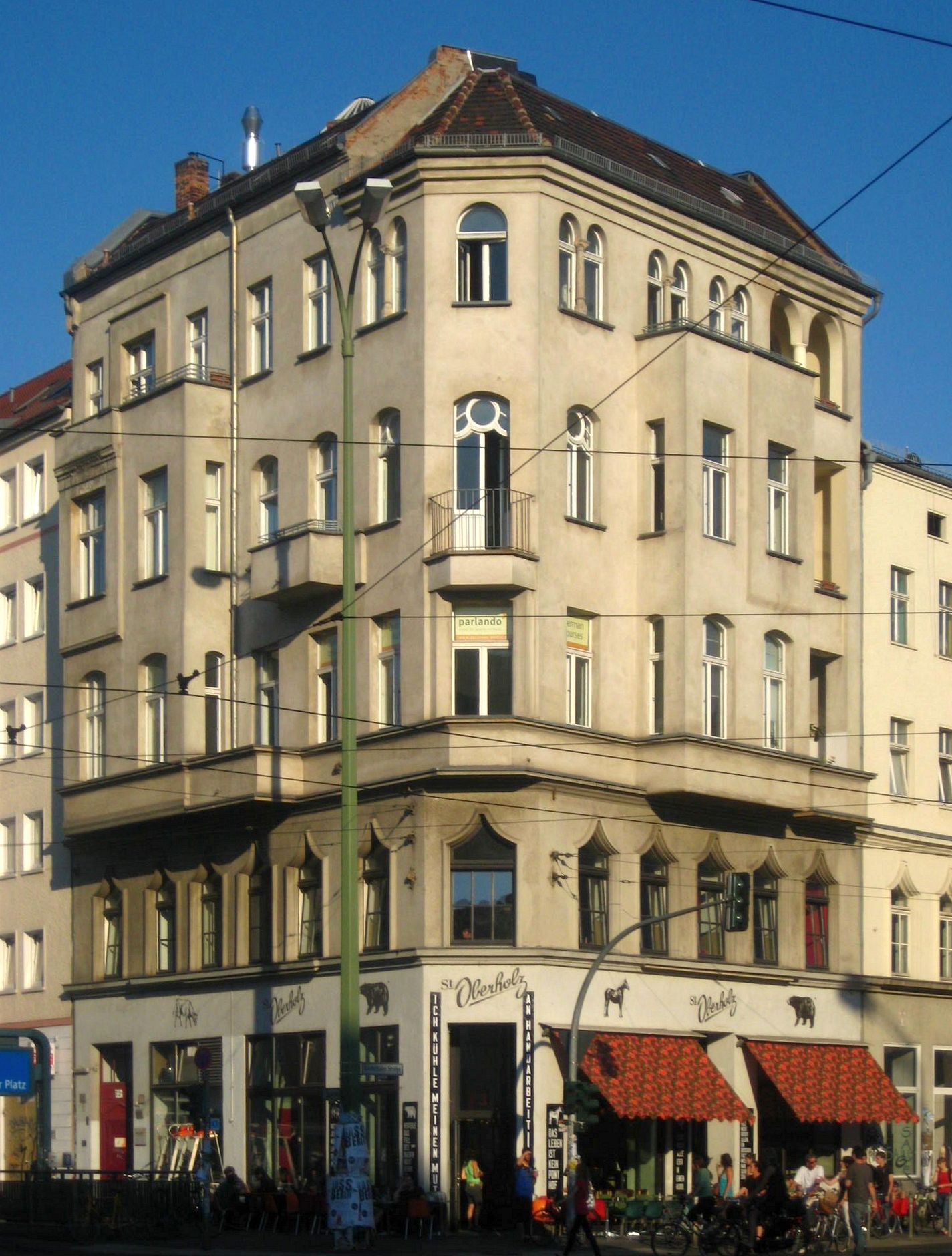
Rosenthaler Straße 72a, 2010

1896 erwarb der Berliner Gastronomiebetrieb Aschinger das Haus, ließ es abbrechen und errichtete 1898 das heutige Eckhaus als Neubau für seine 9. Bierquelle – eine Stehbierhalle mit einfachen Speisen für wenig Geld. Mitte der 1920er Jahre ließ Aschinger das Haus von den Berliner Architekten Bielenberg & Moser umbauen, der Gastraum im ersten Obergeschoss erhielt dabei markante Fenster mit Eselsrücken. Aschinger war zu dieser Zeit zum größten Hotel- und Gaststättenkonzern Europas aufgestiegen.
Nach dem Zweiten Weltkrieg wurde die Fassade in der DDR entstuckt und 1949 eine Freie Gaststätte der Handelsorganisation mit „Imbißstube und Konditorei“ eingerichtet. Im obersten Geschoss hatte von 1975 bis 1986 die Staatliche Filmdokumentation (SFD) ihren Sitz. Auch der berühmte DDR-Unterhändler und Rechtsanwalt Wolfgang Vogel hatte ein Büro im Haus.
Von Mitte der 1990er Jahre bis August 2001 war im Erdgeschoss eine Filiale von Burger King mit Kindertobebereich im Obergeschoss untergebracht. 2005 eröffnete Ansgar Oberholz in den Räumen ein Café, das als Ort der sogenannten Digitalen Bohème größere Bekanntheit erlangte, zahlreiche Start-up-Unternehmen, darunter 2007 die Musikplattform SoundCloud, wurden hier ins Leben gerufen. 2024 war das Obergeschoss ein Coworkingbereich. Innen schmückt das Gebäude ein aufwendig verzierter Treppenaufgang mit rundem Treppenauge, 2024 stand das Haus unter Denkmalschutz.

### Eckhaus Rosenthaler Straße 1 / Torstraße 122
Das Grundstück südwestlich des Rosenthaler Tores bis zur Linienstraße war bis mindestens 1812 in Besitz der Berliner Jüdischen Gemeinde. Sie unterhielt dort, gelegen hinter einem größeren Garten ein Herbergshaus in der Rosenthaler Straße 2. 1829 war in dem Gebäude ein Bettenverleiher namens Köhler ansässig. Auf dem ehemaligen Garten zum Rosenthaler Tor betrieb die Kaufmanns- und Handwerkerfamilie Windschügl ab den 1840er Jahren einen Zimmerplatz, um 1857 errichtete sie ein Haus in der damaligen Rosenthaler Straße 1a. Ab spätestens 1872 betrieben sie zusätzlich einen Kolonialwarenladen im benachbarten Windschügl’schen Haus in der heutigen Torstraße 122, damalige Adresse: Hamburger Communication 1.
1883 mietete sich bei Windschügl der Herrenausstatter Philipp Fabisch ein und erwarb um 1897 das Haus Rosenthaler Straße 1. Fabischs Betrieb wuchs bald um weitere vier Standorte an, einer war im gegenüber liegenden Haus Rosenthaler Straße 72. Nach seinem Tod 1917 blieb die Philipp Fabisch GmbH in Familienhand bis die Nationalsozialisten sie 1938 enteignete. Die letzten Gesellschafter waren Fabischs drei Kinder, sie wurden 1942 deportiert und im KZ Theresienstadt ermordet.
Ab 1951 betrieb die HO-Industriewaren in dem Gebäude ein Herren-Konfektionsgeschäft und in den 1960er Jahren das Textil-Kaufhaus am Rosenthaler Platz. Seit 2008 ist das alte Windschügl’sche Eckhaus ein Boutique-Hotel mit 140 Betten.

## Wissenswertes

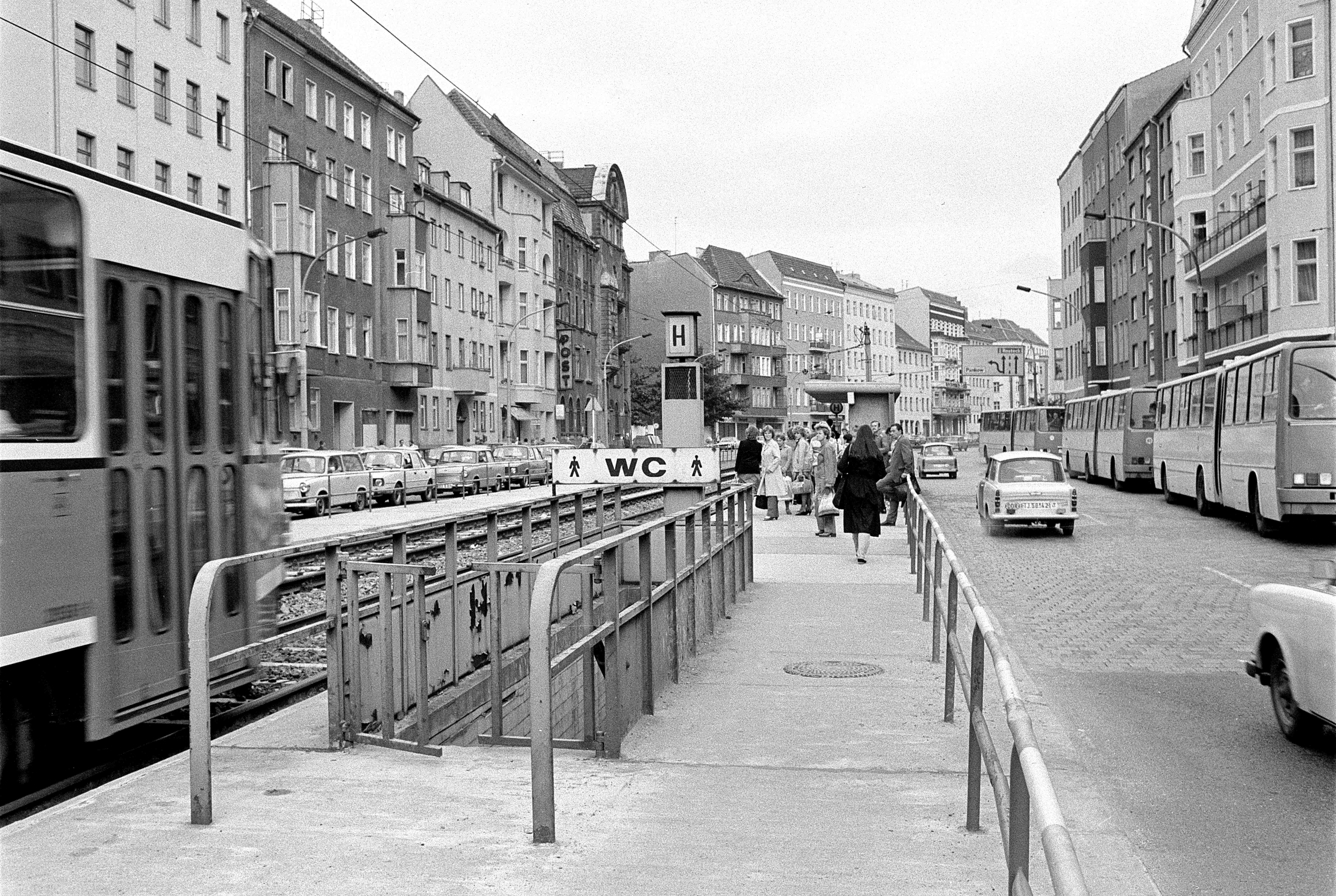
Blick nach Osten, 1986

- 1767 feuerten preußische Soldaten „vor der Rosenthaler Landwehr“ zur Übung aus einem Mortier. Ein verirrtes Geschoss schlug zwischen Rosenthaler- und Hamburger Landwehr in die Mauern der dortigen Richtstätte ein und beschädigte diese schwer.[94]
- 1852 startete der französische Aeronautiker Eugène Godard mehrere Ballonfahrten am Rosenthaler Tor.[95]
- Der Computerpionier Dietrich Prinz (1903–1989) wurde im Eckhaus Elsasserstraße 1–2 (heute: Torstraße 125) geboren.[96]
- Das denkmalgeschützte Industriehaus am Rosenthaler Tor wurde 1911 wenige Meter nördlich in der Brunnenstraße 188–190 als Geschäftshaus und Fabrik errichtet und ist seit 1995 Sitz der Senatsverwaltung für Kultur.[97]
- „Der Rosenthaler Platz unterhält sich.“[98] Er ist prominenter Schauplatz in Alfred Döblins Roman Berlin Alexanderplatz (1929).
- An einem Treppenabgang auf der östlichen Mittelinsel befand sich 1996/97 eine Diskothek in einer unterirdischen Toilettenanlage.[99][100]
- Eine Gruppe Aktionskünstler um Iepe Rubingh verwandelte im April 2010 die Fahrbahnen auf dem Rosenthaler Platz in einen bunten Farbenteppich.[101]